# استارایا لادوگا
استارایا لادوگا نام دهکده‌ای است که در داستان‌های ساگای نورسی با عنوان Aldeigjuborg شناخته می‌شود. این روستا در استان لنین‌گراد روسیه در بخش ولکفسکی در کنار رود ولکف و در کنار دریاچه لادوگا و در فاصله ۸ کیلومتری شهر ولکف قرار گرفته است. در سده‌های هشتم و نهم این روستا از بهترین محل‌های بازرگانی بود. مردمش چند قومیتی و اکثراً اسکاندیناویایی بودند که به نام روس نامیده می‌شدند. به همین دلیل به این روستا، پایتخت اول روسیه گفته شده است.

## اصالت و نام

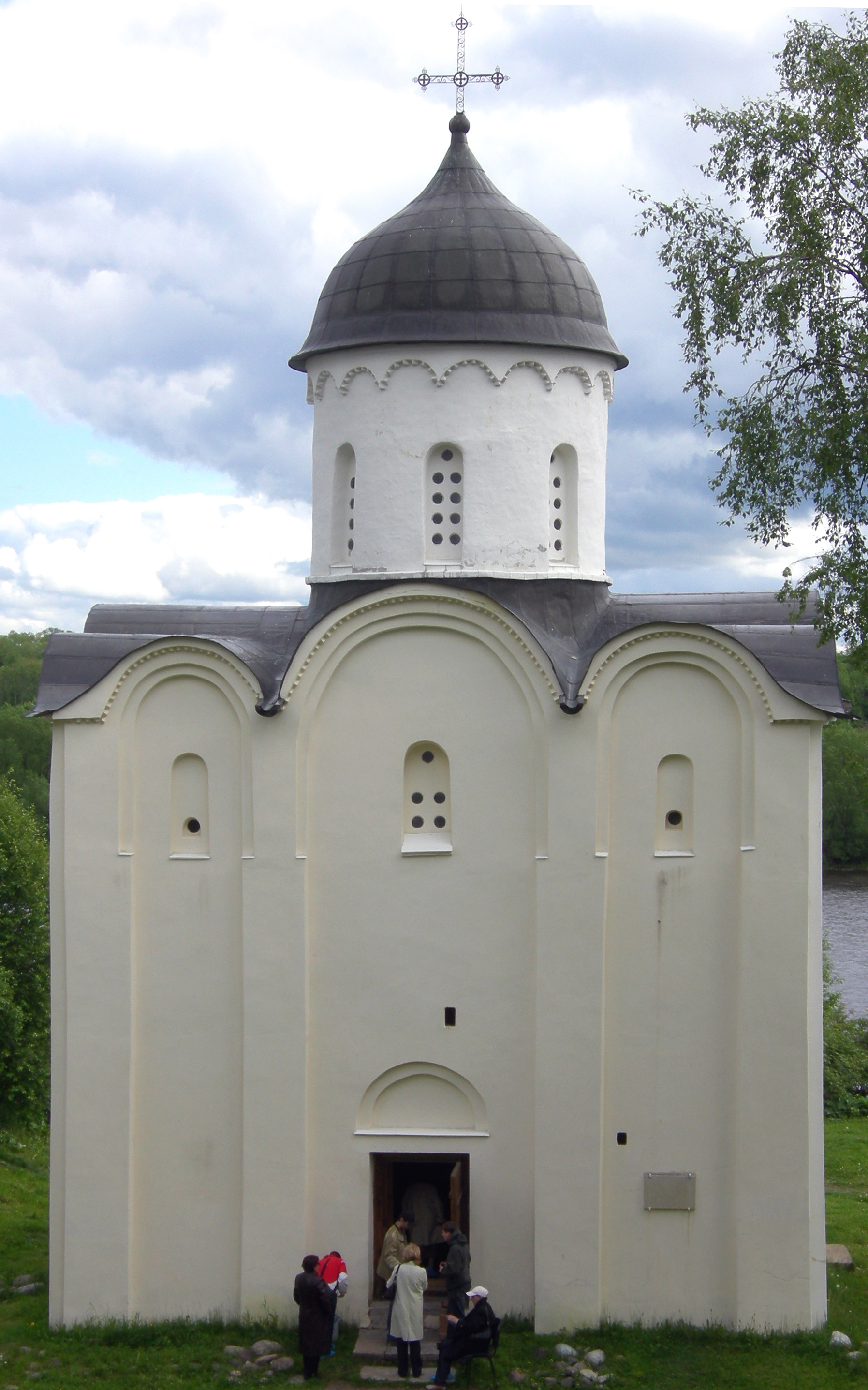
کلیسای سنت جورج در دوره استارایا لادوگا در ناحیه ولخوفسکی در روسیه یکی از قدیمی ترین کلیساهای روسیه است

شجره یابی می‌گوید که لادوگا در ۷۵۳ بنا شده است. تا سال ۹۵۰ یکی از بزرگترین بنادر تجاری اروپای شرقی بوده است. کشتی‌های تجاری بادبانی از دریای بالتکی شروع به حرکت کرده به لادوگا و نووگورد و از آنجا به قسطنطنیه یا دریای کاسپین می‌رفتند. این مسیر به مسیر تجاری از وارنجیان تا یونانیان معروف است. یک مسیر میانبر، مسیر تجاری ولگا بود که با گذر از کنار رود ولگا به آتیل پایتخت خزرها ختم می‌شد. سپس از آنجا به سواحل جنوبی دریای کاسپین و نهایتاً به بغداد می‌رسید.
لادوگای کهنه (استرایا به معنی کهن است) شامل نورسیان، فنلاندی و اسلاوها بود و به همین دلیل اسامی مختلفی داشته است. Alode-joki نام فنلاندی آن به صورت Aldeigja وارد زبان نورسی شد و نیز به صورت لادوگا وارد زبان اسلاوی شرقی باستان شد.